# Cinfães
Cinfães – miejscowość w Portugalii, leżąca w dystrykcie Viseu, w regionie Północ w podregionie Tâmega. Miejscowość jest siedzibą gminy o tej samej nazwie.

## Demografia
| Liczba ludności gminy Cinfães (1801–2011) | Liczba ludności gminy Cinfães (1801–2011) | Liczba ludności gminy Cinfães (1801–2011) | Liczba ludności gminy Cinfães (1801–2011) | Liczba ludności gminy Cinfães (1801–2011) | Liczba ludności gminy Cinfães (1801–2011) | Liczba ludności gminy Cinfães (1801–2011) | Liczba ludności gminy Cinfães (1801–2011) | Liczba ludności gminy Cinfães (1801–2011) | Liczba ludności gminy Cinfães (1801–2011) |
| ----------------------------------------- | ----------------------------------------- | ----------------------------------------- | ----------------------------------------- | ----------------------------------------- | ----------------------------------------- | ----------------------------------------- | ----------------------------------------- | ----------------------------------------- | ----------------------------------------- |
| 1801                                      | 1849                                      | 1900                                      | 1930                                      | 1960                                      | 1981                                      | 1991                                      | 2001                                      | 2004                                      | 2011                                      |
| 2 687                                     | 7 125                                     | 25 631                                    | 30 080                                    | 29 757                                    | 25 619                                    | 23 489                                    | 22 424                                    | 21 318                                    | 20 427                                    |

## Sołectwa
Sołectwa gminy Cinfães (ludność wg stanu na 2011 r.)
- Alhões – 196 osób
- Bustelo – 115 osób
- Cinfães – 3395 osób
- Espadanedo – 1318 osób
- Ferreiros de Tendais – 695 osób
- Fornelos – 703 osoby
- Gralheira – 165 osób
- Moimenta – 408 osób
- Nespereira – 1977 osób
- Oliveira do Douro – 1529 osób
- Ramires – 119 osób
- Santiago de Piães – 1797 osób
- São Cristóvão de Nogueira – 1930 osób
- Souselo – 3202 osoby
- Tarouquela – 1242 osoby
- Tendais – 807 osób
- Travanca – 829 osób